# Länssparbanken Norrbotten
För den bank som tidigare hette Norrbottens läns sparbank, se Piteå sparbank.
Länssparbanken Norrbotten, senare Sparbanken Norrbotten, var en svensk sparbank i Norrbottens län 1969–1991.
Grunden till länssparbanken var Luleå stads sparbank, grundad 1864. 1964 uppgick Malmbergets sparbank i Luleå sparbank som fick namnet Luleå-Malmbergets sparbank. Till denna bank fogades även Råneå sockens sparbank 1968.
1969 gick Luleå-Malmbergets sparbank ihop med Kiruna sparbank och namnet Länssparbanken Norrbotten antogs.
1974 tillfördes Bodens sparbank och 1975 genomfördes fusioner med Haparanda sparbank, Kalix sparbank, Pajala sparbank och Övertorneå sparbank. Efter dessa fusioner hade merparten av länets sparbanker uppgått i Länssparbanken, undantaget Jokkmokks sparbank och den sydligare delen av länet som bildat Pitedalens sparbank.
1991 var Sparbanken Norrbotten en av elva sparbanker att gå samman i Sparbanksgruppen som nästa år skulle bilda Sparbanken Sverige. Den blev i sin tur en del av Föreningssparbanken 1997.
I samband med samgåendet 1991 bildades Sparbanksstiftelsen Norrbotten för att förvalta ägandet och dela ut bidrag till allmännyttiga ändamål. Efter finanskrisen och Swedbanks nyemission år 2008 har dock inte sparbanksstiftelsen kunnat dela ut några bidrag.

## Källhänvisningar
1. ↑  Sparbankerna 1969, Statistiska centralbyrån 1970
2. ↑  Sparbankerna 1974, Statistiska centralbyrån 1975
3. ↑  Sparbankerna 1975, Statistiska centralbyrån 1976